# Екатерина (линейный корабль, 1742)
«Екатерина» (в некоторых источниках «Святая Екатерина») — парусный линейный корабль Балтийского флота Российской империи, один из кораблей типа «Слава России». Находился в составе флота с 1742 по 1756 год, в вооружённых конфликтах участия не принимал, однако неоднократно участвовал в практических плаваниях и учениях эскадр кораблей Балтийского флота, а по окончании службы был разобран.

## Описание судна
Представитель серии парусных двухдечных линейных кораблей типа «Слава России». Эта серия кораблей была самой многочисленной и одной из самых удачных серий линейных кораблей Российского императорского флота. Корабли серии строились с 1733 по 1774 год на верфях Санкт-Петербурга и Архангельска и принимали участие во всех плаваниях и боевых действиях российского флота в период с 1734 по 1790 год. Всего в рамках серии было построено 58 линейных кораблей. Все корабли этой серии обладали высокими мореходными качествами, хорошей маневренностью и остойчивостью.
Водоизмещение корабля составляло 1200 тонн, длина по сведениям из различных источников от 46,5 до 47,4 метра, ширина от 12,3 до 12,65 метра, а осадка от 5,4 до 5,48 метра. Вооружение судна составляли 66 орудий, включавшие двадцатичетырёх-, двенадцати- и шестифунтовые пушки, а экипаж состоял из 600 человек. Скорость судна при свежем ветре могла достигать восьми узлов.

## История службы
Линейный корабль «Екатерина» был заложен на Соломбальской верфи 1 (12) июля 1741 года и после спуска на воду 16 (27) июня 1742 года вошёл в состав Балтийского флота России. Строительство вёл корабельный мастер В. И. Батаков. В некоторых источниках в качестве места постройки ошибочно указываются верфи Санкт-Петербургского адмиралтейства, однако плавание корабля из Архангельска в Кронштадт под командованием капитана полковничьего ранга Конона Прончищева задокументировано.
С июля по ноябрь 1743 года совершил переход из Архангельска в Кронштадт. В 1744 году выходил в практическое плавание в Финский залив в составе эскадры кораблей Балтийского флота. В 1746 году вновь принимал участие в практическом плавании эскадры до Рогервика, а 22 июля (2 августа) и 23 июля (3 августа) того же года ещё и в показательных учениях у Ревеля. В кампанию 1748 года корабль также входил в состав практической эскадры, совершавшей плавание в Финском заливе, однако 3 (14) июля 1748 года при выходе с Ревельского рейда ударился днищем о камень у острова Наргена и вынужден был из-за открывшейся течи вернуться в Ревель. 
В июне и июле 1749 года корабль находился в составе эскадры, которая осуществляла доставку имущества русского экспедиционного корпуса из Данцига в Ревель. В 1750 году корабль вновь принимал участие в практическом плавании эскадры кораблей Балтийского флота в Финском заливе и Балтийском море.
По окончании службы в 1756 году корабль «Екатерина» был разобран в Кронштадте.

## Командиры корабля
Командирами линейного корабля «Екатерина» в разное время в звании капитана полковничьего ранга служили:
- К. Прончищев (1743 год)[11];
- князь С. М. Мещерский (1744, 1746, 1748, 1749 и 1750 годы)[12].

### Комментарии
1. ↑  Также в серию входили два корабля «Северный Орёл» 1735 и 1763 годов постройки, два корабля «Ревель» 1735 и 1756 годов постройки, два корабля «Ингерманланд» 1735 и 1752 годов постройки, два корабля «Святой Пётр» 1741 (до 6 (17) декабря 1741 года назвался «Иоанн») и 1760 годов постройки, два корабля «Полтава» 1743 и 1754 годов постройки, два корабля «Святой Александр Невский» 1749 и 1762 годов постройки, два корабля «Москва» 1750 и 1760 годов постройки, корабли «Слава России» (головной корабль серии), «Основание Благополучия», «Леферм», «Счастие» (до 6 (17) декабря 1741 года назвался «Генералиссимус Российский»), «Благополучие», «Фридемакер», «Лесное», «Архангел Рафаил», «Святая великомученица Варвара», «Святой Сергий», «Святой Иоанн Златоуст» (В 1751 году был переименован в «Святой Иоанн Златоуст второй» в связи с постройкой одноимённого 80-пушечного корабля), «Архангел Гавриил», «Архангел Уриил», «Наталия», «Астрахань», «Рафаил», «Святой Иаков», «Не тронь меня», «Евстафий Плакида», «Святой Иануарий», «Саратов», «Тверь», «Трёх Иерархов», «Трёх святителей», «Европа», «Всеволод», «Ростислав», «Святой Георгий Победоносец», «Граф Орлов», «Память Евстафия», «Победа», «Виктор», «Вячеслав», «Дмитрий Донской», «Мироносиц», «Святой князь Владимир», «Александр Невский», «Борис и Глеб», «Преслава», «Дерись», «Ингерманландия», «Спиридон» и один корабль без названия 1758 года постройки.
2. ↑  155 футов 6 дюймов.
3. ↑  41 фут 6 дюймов.
4. ↑  18 футов.